# アラン・ミンター
アラン・ミンター（Alan Minter、1951年8月17日 - 2020年9月9日）は、イングランド出身の元プロボクサー。クローリー出身。元WBA・WBC世界ミドル級統一王者。

## 来歴
1972年、イギリス代表としてミュンヘンオリンピック・ボクシングライトミドル級に出場し、銅メダルを獲得した。アマ戦績302勝8敗。
1972年10月31日、プロデビュー。1975年11月4日、ケビン・フィネガンを破って英国ミドル級王者となる。さらに1977年2月4日には、ゲルマノ・バルゼッチに勝って欧州ミドル級王座を獲得。
1980年3月16日、WBA・WBC世界ミドル級王者ビト・アンツォフェルモに挑戦し、判定勝ちで王座を獲得した。ビトとの再戦となった初防衛戦でも8回負傷TKO勝ちしたが、1980年9月27日、強豪マービン・ハグラーの技巧に敗北、3回KO負けで王座から陥落した。1981年9月15日イギリスのトニー・シブソンに3RTKOで敗れ引退。

## 獲得タイトル
- WBA世界ミドル級王座（防衛1度）
- WBC世界ミドル級王座（防衛1度）